# Rhyacia rava
Rhyacia rava là một loài bướm đêm trong họ Noctuidae.